# El Pego
El Pego är en ort i Spanien.   Den ligger i provinsen Provincia de Zamora och regionen Kastilien och Leon, i den centrala delen av landet, 180 km nordväst om huvudstaden Madrid. El Pego ligger 762 meter över havet och antalet invånare är 404.
Terrängen runt El Pego är platt. Runt El Pego är det glesbefolkat, med 12 invånare per kvadratkilometer. Närmaste större samhälle är Fuentesaúco, 11,8 km söder om El Pego. Trakten runt El Pego består till största delen av jordbruksmark.